# Fakaleiti

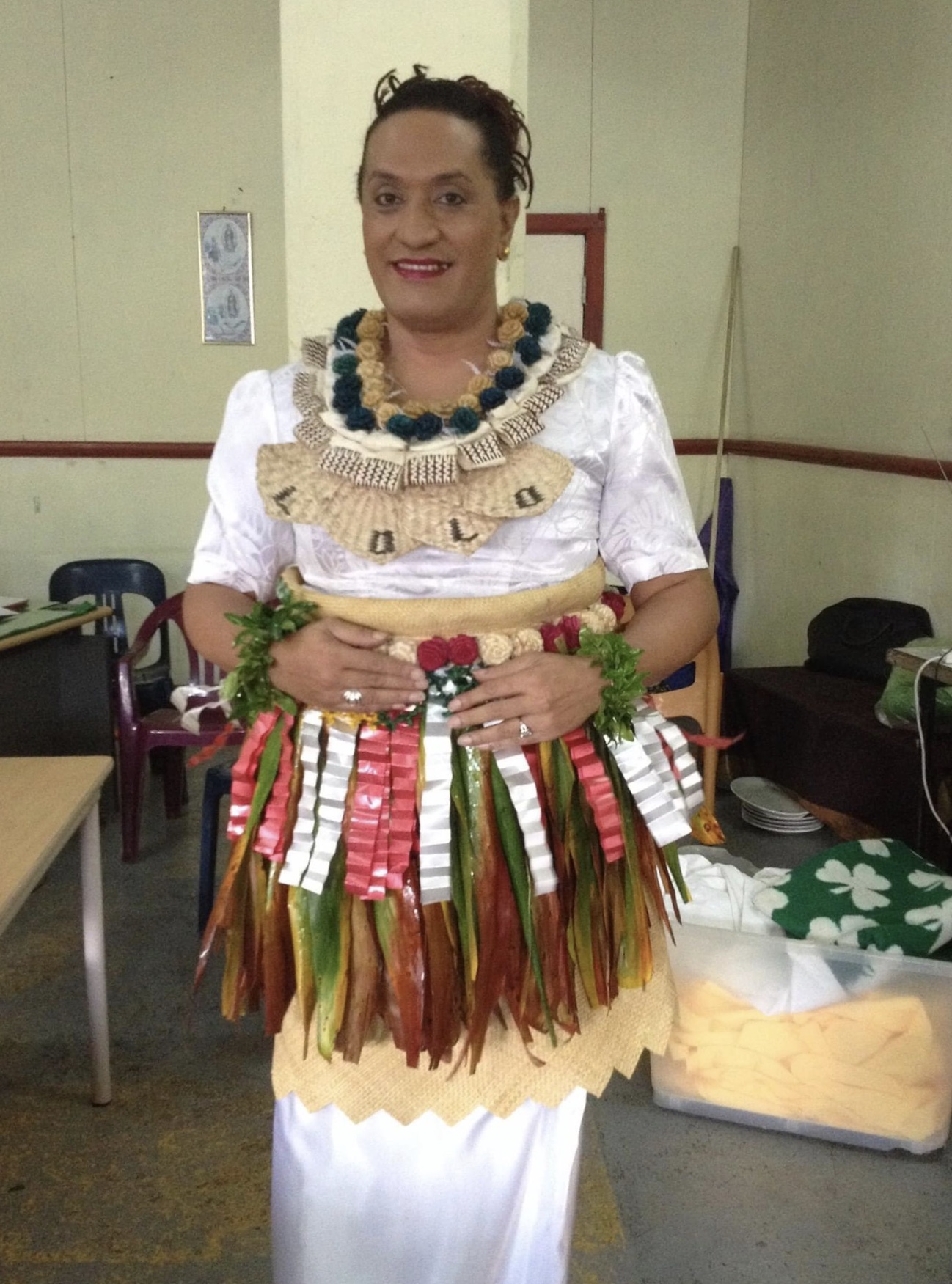
Joey Joleen Mataele, cofondatrice de la Tonga Leitis' Association, qui défend les droits des fakaleiti.

Les fakaleiti (ou leiti, lady) et les fakafefine désignent des personnes des Tonga assignées homme à la naissance qui ont une expression de genre féminine.
Bien qu'une personne fakaleiti dans les Tonga n'est pas nécessairement associé aux identités transgenres ou gays et lesbiennes du monde occidental, les personnes qui grandissent dans des communautés de migrants des Tonga en Nouvelle-Zélande, Australie et aux États-Unis peuvent trouver davantage d'affinités avec ces identités LGBT qu'un fakaleiti dans le royaume insulaire[réf. nécessaire].

## Terminologie
Le terme fakaleiti est composé du préfixe tongien faka- (« à la manière de ») et de leiti, emprunt à l'anglais lady (dame). Le terme fakafefine (« à la manière des femmes ») est également présent. Les deux mots désignent des réalités différentes : les personnes fakafefine sont une figure plus ancienne et classique d'hommes se livrant aux activités traditionnelles féminines, tandis que la figure des fakaleiti, plus récente et davantage controversée, désigne des personnes assignées homme à la naissance s'identifiant avec le genre féminin et cherchant à imiter les femmes occidentales.
Les personnes fakaleiti elles-mêmes préfèrent s'appeler leiti ou ladies. On retrouve une distinction similaire en Polynésie française parmi les « hommes-à-la-manière-des-femmes » entre les mahu (plus classiques) et les rae rae (apparus plus récemment). 
En anglais, le terme fakaleiti est parfois traduit par « male effeminates » (« hommes efféminés »).

## Fakafefine
Les fakafefine sont des personnes anatomiquement masculines, mais qui endossent les rôles de genre traditionnellement dévolus aux femmes et réalisent les tâches réservées aux femmes : s'occuper du foyer et des enfants, confectionner des nattes et des tapas. S'habillant comme les femmes et passant la majorité de leur temps avec elles, les fakafefine cherchent toutefois à ne pas mettre en avant leur féminité et leur sexualité. Ces personnes s'identifient donc à un modèle féminin tongien traditionnel. Les fakafefine peuvent néanmoins fréquenter des groupes d'hommes - ce qui n'est pas envisageable pour les femmes, et historiquement, certains fakafefine ont été appelés à la guerre. Il s'agit pour Françoise Douaire-Marsaudon de « figures appartenant au répertoire historique local ». La population tongiennes estime même qu'être fakafefine est héréditaire et se transmet en famille, « ce qui veut dire que les fakafefine ne sont pas responsables per se de leur transformation de genre et, du coup, celle-ci n'est pas stigmatisée ». L'intégration sociale de ces personnes n'est pour autant pas toujours évidente, et les enfants fakafefine font face aux moqueries de leurs pairs.

## Fakaleiti
La figure du fakaleiti est apparue plus récemment dans la société tongienne et est beaucoup plus controversée. En effet, ces personnes assignées homme à la naissance ont une expression de genre se rapprochant du modèle de la femme occidentale, à la manière d'une lady : maquillage, tenue vestimentaire et comportement mettant en avant la sexualité féminine, ce qui est « tout à fait contraire aux canons de la féminité traditionnelle ». Les fakaleiti sont beaucoup moins acceptées que les fakafefine et sont souvent perçues comme le résultat d'une occidentalisation néfaste. Ces personnes sont associées aux métiers du tourisme ou du spectacle, mais également à la prostitution. Certaines fakaleiti sont rejetées par leurs proches et victimes de violence.
Aux Tonga, la masculinité est souvent définie comme étant le contraire de la féminité, et les fakaleiti peuvent constituer un exemple de ce qu'il ne faut pas être en tant qu'homme. Toutefois, la perception des fakaleiti varie souvent au sein des familles tongiennes.

## Un troisième genre?
L'anthropologie a souvent classé les fakafefine et les fakaleiti comme relevant d'un troisième sexe, qui ne serait ni masculin ni féminin. Néanmoins, Françoise Douaire-Marsaudon souligne que ces personnes se sentent femmes, adoptent des rôles et des comportements féminins et ne peuvent donc pas être classées dans un troisième genre au delà du masculin ou du féminin, ni dans une catégorie hybride androgyne. Enfin, les fakafefine et les fakaleiti ont des relations sexuelles avec des hommes sans se considérer comme des homosexuels. Il s'agit donc, pour reprendre l'analyse faite par Niko Besnier, d'un genre liminal, chevauchant les frontières de genre, tout en restant dans un cadre binaire masculin/féminin.

## Sources
- (en) Cet article est partiellement ou en totalité issu de l’article de Wikipédia en anglais intitulé « Fakaleiti » (voir la liste des auteurs).